# カンピーリア・チェルヴォ
カンピーリア・チェルヴォ（伊: Campiglia Cervo）は、イタリア共和国ピエモンテ州ビエッラ県にある、人口約500人の基礎自治体（コムーネ）。
コムーネ統廃合 (it:Fusione di comuni italiani) により、2016年1月1日にクイッテンゴおよびサン・パオロ・チェルヴォを編入した。

## 地理

### 位置・広がり

#### 隣接コムーネ
隣接するコムーネは以下の通り。
- アンドルノ・ミッカ
- ビエッラ
- ピエディカヴァッロ
- ロザッツァ
- サリアーノ・ミッカ
- ヴァルディラーナ (モッソ、ヴァッレ・モッソ)
- ヴェーリオ

## 行政

### 分離集落
カンピーリア・チェルヴォには、以下の分離集落（フラツィオーネ）がある。
Balma, Bariola, Bele, Bogna, Driagno, Forgnengo, Gli Ondini, Magnani, Mazzucchetti, Mortigliengo, Oretto, Orio Mosso, Piana, Piaro, クイッテンゴ, Riabella, Rialmosso, Roreto, San Giovanni d'Andorno, サン・パオロ・チェルヴォ, Sassaia, Tomati, Valmosca